# Ameisen-Siebenpunkt-Marienkäfer
Der Ameisen-Siebenpunkt-Marienkäfer (Coccinella magnifica) ist ein Käfer aus der Familie der Marienkäfer (Coccinellidae).

## Merkmale
Die Käfer werden sechs bis acht Millimeter lang. Sie sehen dem Siebenpunkt zum Verwechseln ähnlich, weil sie auch einen schwarzen Körper mit roten Flügeldecken haben, die oft sieben schwarze Punkte aufweisen. Die Punktzahl kann aber zwischen 5 und 11 Punkten variieren. Der schwarze Halsschild hat an den Seiten zwei helle, gelbliche Flecken. Die Unterscheidungsmerkmale zum Siebenpunkt sind seine gewölbtere Körperform und kleine, dreieckige, weiße Flecken hinter den mittleren und hinteren Beinpaaren. Der Siebenpunkt hat diese Flecken nur beim mittleren Paar. Der helle Seitenfleck des Halsschilds reicht unten bis über die Mitte nach hinten.

## Vorkommen
Der Ameisen-Siebenpunkt-Marienkäfer ist in ganz Europa verbreitet. Er lebt auf verschiedenen Pflanzen, in verschiedenen Gegenden, doch bevorzugt er die Nähe von Ameisenhaufen.

## Nahrung
Käfer und Larven ernähren sich von Blattläusen. Diese Ernährungsweise ist für eine große Gruppe der Marienkäfer typisch.